# Spectacular
Spectacular, de son vrai nom Spectacular Smith, (7 septembre 1986 à Miami, Floride – ), est un rappeur américain, membre du groupe Pretty Ricky.

## Carrière
Plus jeune membre de Pretty Ricky, Spectacular est couronné « King of Grind » par MTV en 2009 pour deux vidéos où il danse sur la musique du single Tipsy et lance un défi à Bow Wow, Omarion et Day 26, entre autres.